# 118173 Barmen
118173 Barmen este un asteroid din centura principală de asteroizi.

## Descriere
118173 Barmen este un asteroid din centura principală de asteroizi. A fost descoperit pe 11 aprilie 1991 la Tautenburg de Freimut Börngen. Asteroidul prezintă o orbită caracterizată de o semiaxă mare de 3,16 ua, o excentricitate de 0,21 și o înclinație de 12,4° în raport cu ecliptica.